# Viszkozitás

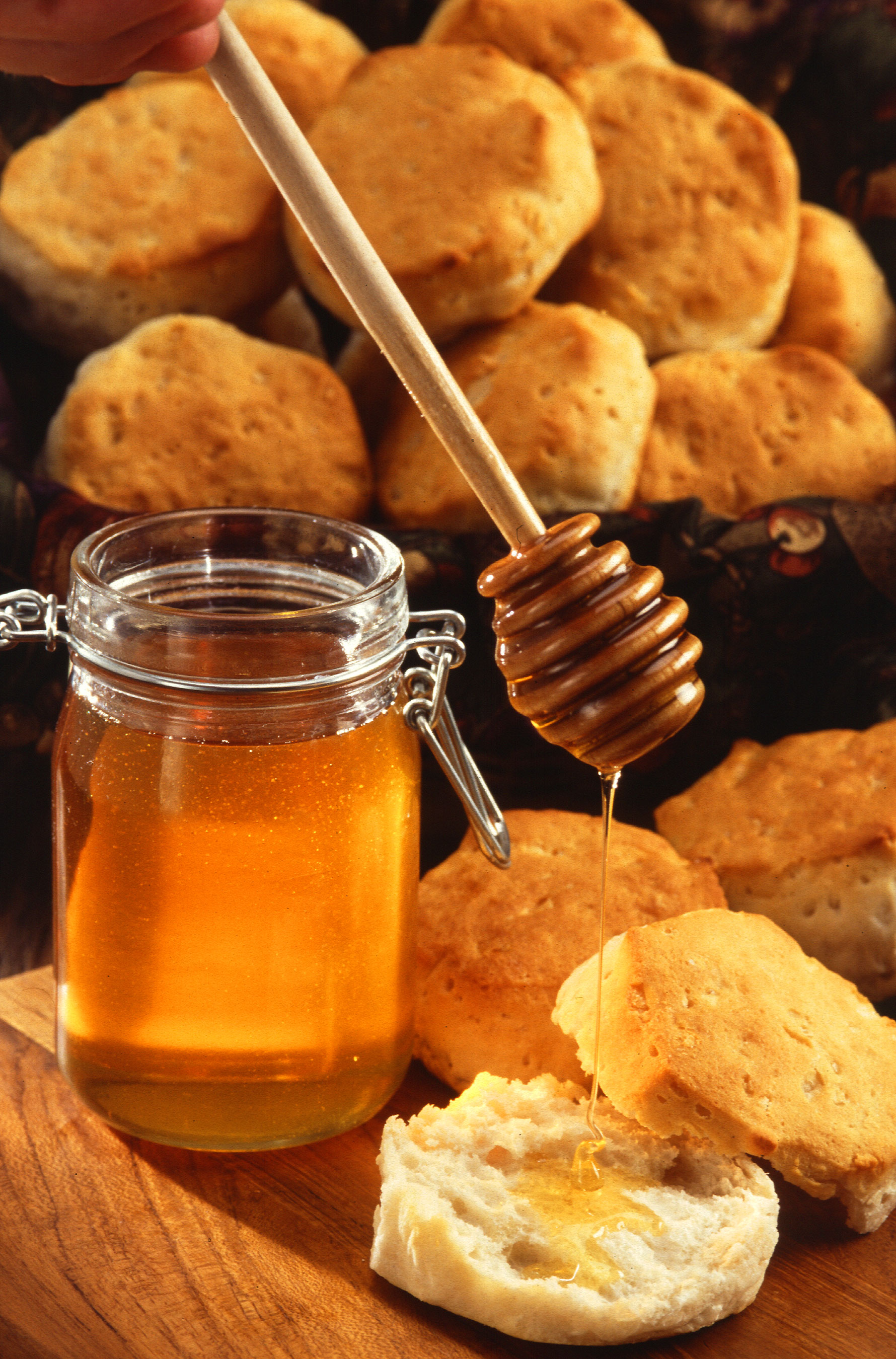
Méz

A viszkozitás, más elnevezéssel a belső súrlódás egy gáz vagy folyadék belső ellenállásának mértéke a csúsztatófeszültséggel szemben. Így a víz folyékonyabb, kisebb a viszkozitása, míg az étolaj vagy a méz kevésbé folyékony, nagyobb a viszkozitása. Minden valóságos folyadéknak vagy gáznak van viszkozitása (kivéve a szuperfolyékony anyagoknak); az ideális folyadék és ideális gáz viszkozitása nulla.
A köznyelvben általában a nagy viszkozitású anyagokat sűrűn folyónak vagy egyszerűen sűrűnek, a kis viszkozitásúakat pedig könnyen mozgónak vagy hígnak nevezik, azonban a sűrűség mint fizikai fogalom mást jelent, illetve a „híg” kifejezést helyesebb az ’alacsony koncentráció’ értelemben használni.
A viszkozitás szó a latin viscum-ból származik, mely fagyöngyöt, ill. a belőle főzött ragadós anyagot jelentette (madárlép), melyet madárfogásra használtak.

## Newton elmélete
Egy gáz vagy folyadék lamináris áramlása során a közeg egyes rétegei különböző sebességgel áramlanak. A különböző sebességű rétegek elcsúsznak, súrlódnak egymáson, melynek következtében nyíróerő lép fel. Ennek az erőnek semmi köze a szilárd testek elmozdításakor ébredő súrlódáshoz, mert a felületre merőleges erőnek (jelen esetben a gáz- vagy a folyadékrétegeknek egymásra gyakorolt nyomásából származó erőnek) nincs hatása a nyíróerőre. Ezen kívül a szilárd testek súrlódásával ellentétben nyugvó gáz vagy folyadék rétegei között nem lép fel nyíróerő.
A viszkozitás értelmezését elsőként Newton adta meg, aki feltételezte, hogy a rétegek párhuzamos és egyenletes áramlása esetén az elmozdulás irányával ellentétes irányú belső súrlódási erő (F) egyenesen arányos a súrlódó felületek nagyságával (A) és a sebességgradienssel (du/dy). Az arányossági tényező az adott gáz vagy folyadék anyagi minőségére jellemző állandó a dinamikai viszkozitás (η):
{\displaystyle F=\eta A{\frac {\mathrm {d} u}{\mathrm {d} y}}}
Az F/A fizikai mennyiség a csúsztatófeszültség τ, amelynek a segítségével a törvény az alábbi alakban is felírható:

Különböző típusú folyadékokban a nyírófeszültség függése a sebességgradienstől.
1 – dilatáns folyadék,
2 – newtoni folyadék,
3 - pszeudoplasztikus folyadék,
4 - Bingham-folyadék,
5 – plasztikus folyadék

{\displaystyle \tau =\eta {\frac {\mathrm {d} u}{\mathrm {d} y}}\Rightarrow \eta ={\frac {\tau }{\dot {\gamma }}}}
ahol
{\displaystyle {\dot {\gamma }}={\frac {\mathrm {d} u}{\mathrm {d} y}}}, a sebességgradiens, más elnevezéssel nyírási sebesség.
Más megfogalmazásban a Newton-féle viszkozitási törvény kimondja, hogy az egyes rétegek közötti csúsztatófeszültség egyenesen arányos a sebességgradienssel.
Több folyadék, mint például a víz és a legtöbb gáz kielégíti Newton feltételét; ezeket newtoni folyadékoknak nevezik. A nem-newtoni folyadékok esetén ennél összetettebb összefüggés áll fenn a csúsztatófeszültség és a sebességgradiens között.
A dinamikai viszkozitásból kiindulva definiáltak még számos egyéb viszkozitást is. A legismertebb és a kenéstechnikában legáltalánosabban használatos a kinematikai viszkozitás, amely a dinamikai viszkozitás η és a folyadék sűrűségének ρ a hányadosa:
{\displaystyle \nu ={\frac {\eta }{\rho }}}

### A folyadékok viszkozitásának a mérése
A dinamikai, illetve a kinematikai viszkozitás mérése viszkoziméterekkel relatív módon történik. A készüléket akár gyárilag, akár a mérés során, ismert viszkozitású folyadékkal kalibrálni kell.
A működési elv alapján az alábbi típusú viszkozimétereket különböztetjük meg:

#### Kapilláris viszkoziméter

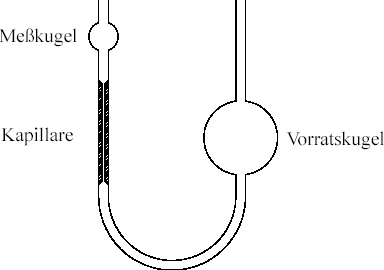
Ostwald-féle viszkoziméter

A Hagen-Poisseuille-törvény a kör keresztmetszetű csőben történő folyadékáramlás körülményeit írja le; a viszkoziméter kapillárisában létrejövő folyadékáramlásra felírva, és a dinamikai viszkozitást kifejezve, az alábbi összefüggést kapjuk:
{\displaystyle \eta ={\frac {R^{4}\pi }{8V}}{\frac {\rho gh}{L}}t=k\rho t}.
A kifejezésben:
R a kapilláris sugara, m
L a kapilláris hossza, m
V a folyadék térfogata, amely a kapillárison áthalad, m³
ρ a folyadék sűrűsége, kg/m³
ρgh a hidrosztatikai nyomáskülönbség, aminek hatására a kapillárisban létrejön a folyadékáramlás, Pa
t az átfolyási idő, s
k a készüléknek a méretével összefüggő konstans jellemzőit, valamint az állandókat foglalja magába, és viszkoziméter-állandónak nevezik. Ezt az állandót ismert viszkozitású folyadék átfolyási idejének a mérésével kell megállapítani (kalibráció).
„k” mértékegysége: m²/s²
Ha a fenti kifejezést elosztjuk a folyadék sűrűségével, akkor a kinematikai viszkozitás az átfolyási idő ismeretében közvetlenül számítható.
{\displaystyle \nu ={\frac {\eta }{\rho }}=kt}.
Ezen az elméleti alapon működik például az Ostwald-, az Ostwald-Fenske-, az Ubbelohde-féle stb. viszkoziméter.

#### Rotációs viszkoziméter
Egy álló és egy forgó, koncentrikusan elhelyezkedő henger közötti folyadék viszkozitását a torziós rugón keresztül forgatott hengeren fellépő fékező nyomatékot mérik.

#### Torziós viszkoziméter
Torziós fémszálra függesztett henger merül a mérendő folyadékba. A nyugalmi helyzetből kimozdított (elfordított) henger csillapodó alternáló forgómozgás csillapodásának a mértékét mérik.

#### Eső golyós viszkoziméter

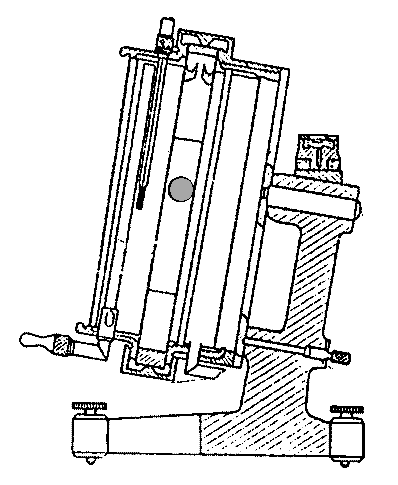
Höppler-féle viszkoziméter

A mellékelt ábrán látható Höppler-féle viszkoziméter működése a Stokes-törvényen alapul. A vizsgálandó folyadékkal töltött, kissé ferdén elhelyezkedő üvegcső vízfürdővel termosztálható. A folyadékban mozgó R sugarú golyó sebességének (v) meghatározása a cső két jele közötti távolság (L) megtételéhez szükséges idő (t) mérésével történik. 
A lefelé mozgó golyóra három erő hat. A lefelé irányuló nehézségi erő (Fg), a felfelé mutató felhajtóerő (Ffel) és a mozgást akadályozó, tehát szintén felfelé mutató, a folyadék dinamikai viszkozitásával (η) arányos (Fs) súrlódási erő. Mivel a golyó állandó sebességgel egyenletesen mozog, a ható erők eredője zérus. A nehézségi erő és a felhajtó erő különbsége:
{\displaystyle F_{\mathrm {le} }=V\Delta \rho g={\frac {4R^{3}\pi \Delta \rho }{3}}g}
ahol {\displaystyle \Delta \rho } a golyó és folyadék sűrűségének a különbsége.
A súrlódási erő nagysága:
{\displaystyle {F_{\mathrm {s} }}=6\mathbf {\pi } {\eta }{R}{v}}, ahol {\displaystyle v={\frac {L}{t}}}.
A folyadék dinamikai viszkozitására tehát a következő összefüggés adódik:
{\displaystyle \eta ={\frac {2R^{2}\Delta \rho gt}{9L}}=k\Delta \rho t}
A készülékhez különböző méretű és anyagú, azaz sűrűségű – pl. üveg-, acél- – golyók tartoznak, ezek megfelelő választásával lehet a vizsgálni kívánt folyadék viszkozitásához hangolni a készülékkel mérhető viszkozitástartományt.

#### Vibrációs viszkoziméter
A mérendő folyadékba keskeny fémlemez merül, amelyet kényszerrezgésben tartanak. A viszkozitástól függően a rezgés frekvenciája megváltozik, s ezt a változást mérik.

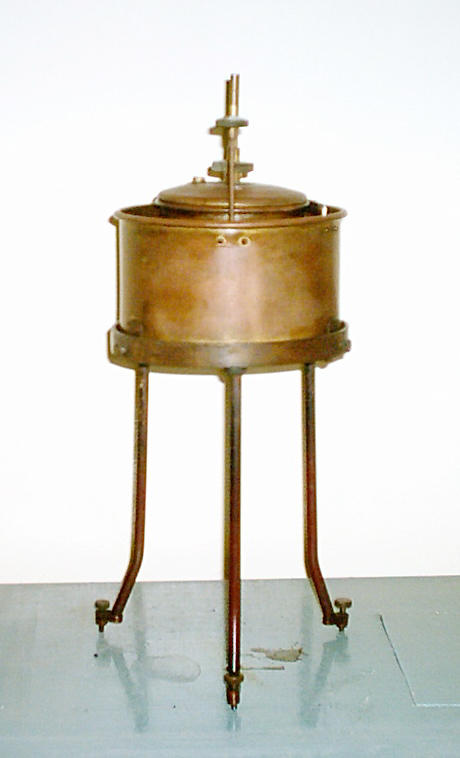
Engler-féle viszkoziméter

#### Egyéb viszkoziméter
Például az Engler-féle viszkoziméter, amely kettős falú, termosztálható fémedény. Az alsó részén meghatározott méretű kifolyónyílás található. Adott mennyiségű folyadék kifolyási idejét mérik. A mérési eredményt Engler-fokban (°E) adják meg, amely az adott hőmérsékletű folyadék és az ugyanolyan hőmérsékletű víz kifolyási idejének a hányadosa.
Az Engler-fok relatív adat, így az átszámítás stokesra vagy m²-ra táblázat segítségével történhet.
Az Engler-féle viszkoziméter Karl Engler német kémikusról kapta a nevét.

### A viszkozitás mértékegységei

#### Dinamikai viszkozitás:η
A dinamikai viszkozitás SI mértékegysége:
{\displaystyle [\eta ]={\frac {\rm {Ns}}{\rm {m^{2}}}}={\rm {Pa}}\cdot {\rm {s}}}
a pascal·másodperc, mely megegyezik az 1 kg·m−1·s−1-mal.
A dinamikus viszkozitás cgs rendszerű mértékegysége a poise (P), melyet Jean Louis Marie Poiseuille-ról neveztek el. Gyakrabban ennek századrészét, a centipoise-t (cP) használták. A centipoise széles körű használatának az az oka, hogy a víz viszkozitása 20 °C hőmérsékleten 1,0020 cP.
1 poise = 100 centipoise = 1 g·cm−1·s−1 = 0,1 Pa·s.
1 centipoise = 0,001 Pa·s.

#### Kinematikai viszkozitás:ν=η/ρ
A kinematikai viszkozitás SI-mértékegysége:
{\displaystyle [\nu ]={\frac {\rm {m^{2}}}{\rm {s}}}}
cgs egysége a stokes, jele: St, melyet George Gabriel Stokesról neveztek el. Néha helyette a centistokes (cSt) használatos. Amerikában gyakran a stoke formában használják (mintha a stokes a többes száma lenne).
1 stokes = 100 centistokes = 1 cm²·s−1 = 0,0001 m²·s−1.
A kinematikai viszkozitás a folyadékban (gázban) keltett örvényszerű zavarok öncsillapodásának gyorsaságát jellemzi. Ebben a folyamatban a folyadékban tárolt mozgási energiát a viszkozitás emészti fel. A lecsengés sebessége függ a zavar jellemző lineáris méretétől: kétszer akkora méret esetén a lecsengés négyszer annyi ideig tart. Ez fejeződik ki a m²·s−1 mértékegységben. A jelenség sokban hasonlít a hőmérséklet-különbségek kiegyenlítődésnek dinamikájához valamely homogén anyagban. A hőmérséklet-vezetési tényező mértékegysége szintén m²·s−1.

#### A kinematikai(ν)és dinamikai(η)viszkozitás közötti átszámítás
η = ν·ρ, így ha ν = 1 St, akkor
η = ν·ρ = 0,1 kg·m−1s−1·(ρ/(g/cm³))=0,1 poise·(ρ/(g/cm³)).

## Anyagok viszkozitása
| Anyag         | Hőmérséklet (°C) | Dinamikai viszkozitás (Pa·s) |
| ------------- | ---------------- | ---------------------------- |
| hidrogén      | 0                | 8,4 × 10−6                   |
| hidrogén      | 50               | 9,3 × 10−6                   |
| hidrogén      | 100              | 10,3 × 10−6                  |
| levegő        | 0                | 17,1 × 10−6                  |
| levegő        | 50               | 19,4 × 10−6                  |
| levegő        | 100              | 22,0 × 10−6                  |
| xenon         | 0                | 21,2 × 10−6                  |
| víz           | 0                | 1,79 × 10−3                  |
| víz           | 20,2             | 10−3                         |
| víz           | 50               | 0,55 × 10−3                  |
| víz           | 100              | 0,28 × 10−3                  |
| jég           | −13              | 15 × 1012                    |
| higany        | 20               | 17,0 × 10−3                  |
| aceton        | 20               | 0,326 × 10−3                 |
| etil-alkohol  | 20               | 0,248 × 10−3                 |
| metil-alkohol | 20               | 0,59 × 10−3                  |
| benzol        | 20               | 0,64 × 10−3                  |
| nitro-benzol  | 20               | 2,0 × 10−3                   |
| bitumen       | 20               | 108                          |
| melasz        | 20               | 102                          |
| méz           | 20               | 101                          |
| ricinusolaj   | 20               | 0,985                        |
| olívaolaj     | 20               | [81 × 10−3 … 100 × 10−3]     |
| tejszín       | 20               | 10 × 10−3                    |
| vér           | 37               | [4 × 10−3 … 25 × 10−3]       |
| kőolaj        | 20               | 0,65 × 10−3                  |
| üveg          | 20               | 1040                         |

## Hőmérsékletfüggése

Olajok viszkozitása a hőmérséklet függvényében.
1 – hengerolaj, 2 – differenciálolaj,
3 – nehéz motorolaj, 4 – könnyű motorolaj,
5 – könnyű téli motorolaj, 6 – gépolaj,
7 – turbinaolaj, 8 – transzformátorolaj,
9 – műszerolaj

A folyadékok viszkozitása exponenciálisan csökken a hőmérséklet növekedésével.
A dinamikai viszkozitás hőmérsékletfüggését az Arrhenius–Andrade-összefüggés írja le:
{\displaystyle \eta =\eta _{\mathrm {o} }\mathrm {e} ^{\frac {E^{\ddagger }}{RT}}}
ahol ηo anyagi állandó, Pa·s
az E‡ a viszkozitás aktiválási energiája, J/mol
{\displaystyle R} az egyetemes gázállandó,
{\displaystyle T} az abszolút hőmérséklet, K.
Ha tehát az anyagok viszkozitásának a logaritmusát az abszolút hőmérséklet reciprokának a függvényében ábrázoljuk, elméletileg egyeneseket kapunk. Ezeknek az egyeneseknek az iránytangensei arányosak az adott folyadék viszkozitási aktiválási energiájával. A kenőanyagok esetében gyakran fontos követelmény, hogy a viszkozitás minél kisebb mértékben függjön a hőmérséklettől (téli-nyári minőség).
Kenőolajok esetén ez azért fontos, mert csapágyak kenésénél a külső hőmérséklet jelentősen befolyásolja a kenőolaj választását.